# Шанел
 Тази статия е за компанията.  За създателя ѝ вижте Коко Шанел.  
„Шанѐл“ (на френски: Chanel SA) е френска компания, която произвежда облекло и луксозни стоки. Основана е от моделиерката Коко Шанел в Париж, в началото на XX век. Компанията принадлежи на Ален Вертхаймер и Жерар Вертхаймер, внуци на Пиер Вертхаймер, който е бил делови партньор на Коко Шанел. Лица на бранда са били такива знаменитости, като Инес дьо ла Фресанж, Катрин Деньов, Карол Буке, Ванеса Паради, Никол Кидман, Жаклин Кенеди, Ана Муглалис, Одри Тоту, Кира Найтли, Кристен Стюарт, Фарел Уилямс, Ким Джени, Кара Делевин, Мерилин Монро.
Брандът „Шанел“ е добре известен с парфюма „Шанел № 5“ и с класическите си костюми. Облеклото на „Шанел“ е удобно и достъпно. Коко Шанел прави революция в модата – както във висшата, така и в ежедневната, заменяйки структурираните силуети, основани на корсети и елеци, с облекло, което е функционално и в същото време подчертава женската фигура.
„Шанел“ използва цветове, които в Европа традиционно се асоциират с мъжественост, такива като сив и тъмносин, за да подчертае смелия женски характер. Пример е вълненият костюм, създаден от „Шанел“ – пола до коленете и сако, оформено и декорирано с черна бродерия и златни копчета. Допълнителни аксесоари са двуцветни ниски обувки и бижута, обикновено перлено колие и кожена чанта.
Шанел отказва да облича кралски особи, тъй като не желае да се занимава безплатно с дизайн на костюмите. Нейният некролог в списанието „Уиминс Уеър Дейли“ съдържа неин цитат: „Тези принцеси и херцогини... никога не си плащат сметките. Защо трябва да им давам нещо даром? На мен никой нищо не ми е подарявал.“

## История
Първият бутик на модната къща „Мезон Шанел“ (Maison Chanel) се появява през 1910 година, когато Габриел (Коко) Шанел отваря магазин за модно облекло на булевард „Малешерб“ № 160, на първия етаж на парижката къща, притежание на текстилния бизнесмен Етиен Балсан, на когото тя тогава е любовница. Тъй като квартирата на Балсан била също салон за френския ловджийски и спортен елит, Шанел имала възможност да общува с „нежната половинка“ на този полусвят, в който жени следели модата, а външният им вид отразявал финансовото състояние на техните кавалери.
Коко Шанел им продавала шапки, които сама измисляла и ушивала, като по този начин успявала да се издържа. По-късно тя се сприятелява с англичанина Артър Кейпъл, „светски лъв“ и играч на поло. Той финансира нейния първи независим магазин за модно облекло „Шанел Мод“ на улица „Камбон“ № 21 в Париж. През 1913 година магазините „Шанел“ предлагат за продажба прет-а-порте, спортни облекла за жени, практичният дизайн на които им позволява свободно да спортуват.
Първата световна война повлиява на европейската мода, последва недостиг на материали и мобилизация на жените. По това време „Шанел“ открива голям магазин за облекло на улица „Камбон“ № 31, до хотел Риц в Париж. Към 1915 година облеклата, произвеждани от „Мезон Шанел“, са вече известни в цяла Франция.
След Първата световна война фабриката „Шанел“, следвайки модните тенденции на 20-те години, произвежда рокли, обшити с мъниста, особено популярни сред тока наречените флепери (еманципирани млади момичета, олицетворяващи поколението на „бурните двадесет“.). Към 1920 година „Шанел“ разработва и представя женски костюм, състоящ се от две или от три части, който придава на жената съвременен, женствен външен вид, оставайки при това удобен и практичен. Той става известен като костюм Шанел.
През 1921 година, за да допълни костюма, Коко Шанел поръчва на парфюмериста Ернест Бо да създаде парфюм за къщата Шанел. Той разработва парфюма „Шанел № 5“, който първоначално е даван като подарък на клиентите на „Шанел“. Популярността на парфюма води до това да го предложат за продажба на дребно през 1922 година.
През 1923 година Коко Шанел обяснява своя успех така: „Простотата е лайтмотив на истинската елегантност.“
През 1924 година „Шанел“ съвместно с предприемача Пиер Вертхаймер открива подразделение за производство на парфюмерия „Парфюм Шанел“.
От модата на 20-те Коко Шанел преминава към женствената мода на 30-те години: дизайнът на вечерните рокли се характеризира с удължен женствен стил, а летните рокли се отличават с контрастни елементи, такива като сребърни капси и презрамки, украсени с планински кристали. През 1932 година „Шанел“ представя изложба на бижута, посветена на диаманта като моден аксесоар, на нея са представени диамантените колиета „Коме“ и „Фунтен“. Фирмата ги представя повторно през 1993 година.
По време на Втората световна война Коко Шанел затваря магазина за облекло в „Мезон Шанел“, като оставя там за продажба само бижута и парфюмерия, и се мести в хотел „Риц“ в Париж, където живее с приятеля си Ханс Гюнтер фон Динклаге, офицер от нацисткото разузнаване.
В течение на 50-те години чувството за стил на „Шанел“ остава неизменно. „Шанел“ и нейната пролетна колекция получават наградата Оскар на церемонията по връчване на модната премия за 1957 година в Далас. Пиер Вертхаймер купува 20 % от „Парфюм Шанел“, което увеличава неговия дял до 90 %.
Коко Шанел умира на 10 януари 1971 година на 87 годишна възраст. Тя се занимава с дизайн на облекло до самата си смърт. Например, в периода 1966 – 1969 година тя разработва униформата на стюардесите за „Олимпик Еъруейс“. По това време „Олимпик“ е известна авиокомпания, притежание на транспортния магнат Аристотел Онасис. След смъртта ѝ ръководството на компанията поемат Ивон Дюдел, Жана Казобон и Филип Гибурже. През това време чантите, разработени от Шанел, все още са много популярни на пазара.
След известно време Жак Вертхаймер купува контролния пакет акции от „Мезон Шанел“. Критици твърдят, че по време на своето ръководство той никога не е отделял много внимание на компанията, тъй като повече се интересувал от коневъдство. През 1974 година модна къща Шанел пуска на пазара тоалетната вода „Кристал“, която е разработена още преди смъртта на Коко Шанел. През 1978 година стартира първата линия „без мода“, прет-а-порте и световно разпространение на аксесоари.

## По-нататъшна съдба на бранда
През 1981 година модна къща „Шанел“ пуска тоалетна вода за мъже „Антюз“. През 1983 година постът главен дизайнер на „Шанел“ е зает от Карл Лагерфелд. Както и Коко Шанел, той поглежда към миналото като на източник на вдъхновение за своите проекти. Той включва детайли, такива като туид, златни акценти и верижки. Лагерфелд запазва това, което е било визитна картичка на „Шанел“, но внася също и съвременни тенденции.
В по-късните си колекции Лагерфелд решава да се отдалечи от женствения образ на „Шанел“ и започва да експериментира с тъкани и форми. През 80-те години по света са открити над 40 бутика „Шанел“. Към края на 80-те години в бутиците се продават стоки в диапазона от парфюми по 200 долара за унция, балетни обувки по 225 долара до рокли по 11 хиляди долара и кожени чанти по 2000 долара. Козметиката и парфюмерията на Шанел се разпространяват само в търговските точки на Шанел. През 1987 година излизат и първите часовници с марката „Шанел“.
През 1994 година „Шанел“ получава чиста печалба в размер на 67 милиона евро от продажбата на облекла за сумата 570 милиона евро и става най-печелившата френска модна къща.
През 2007 година за генерален директор е назначена Морин Чике. Тя остава на този пост до уволнението си през 2016 година. Ник Хохланд сменя Чике на поста генерален директор.
През 2018 година „Шанел“ обявява, че пренася своя глобален офис в Лондон.
През декември 2018 година „Шанел“ обявява, че спира да използва в своите колекции естествени кожи, вкл. и кожи от екзотични животни.
През февруари 2019 година Лагерфелд умира на възраст 85 години. Поста му на творчески директор заема Виржини Виар, работила с Лагерфелд в модната къща над 30 години.

## Собственици и ръководство
„Шанел“ е частна компания, управляване от семейството на председателя на управлението Ален Вертхаймер. Генерален директор на компанията е Морин Шике. Художественото ръководство на къщата „Шанел“ до 19 февруари 2019 година осъществява моделиерът Карл Лагерфелд.

## Дейност
Компанията е специализирана в производството и търговията на облекло, козметика, парфюмерия, часовници, слънцезащитни очила и луксозни бижутерни изделия. Притежава над 300 бутика по целия свят.

## Галерия
- Бутик Шанел в Хонконг
- Бутик Шанел в Париж
- Бутик Шанел в САЩ
- Бутик Шанел в Аржентина